# Schlosspavillon Ismaning

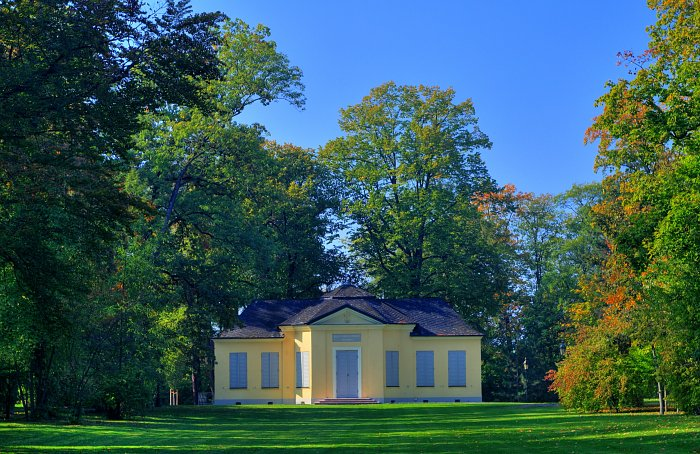
Schlosspavillon

Der denkmalgeschützte Pavillon im Schlosspark der Gemeinde Ismaning (Oberbayern) ist vermutlich ein Frühwerk des bayerischen Hofbaumeisters François de Cuvilliés (Aktennummer D-1-84-130-18). Er errichtete ihn um 1727 im Auftrag des Freisinger Fürstbischofs Johann Theodor im Stil des klassizistischen Barock. Der Münchener Architekt Jean Baptiste Métivier veränderte den Bau in der ersten Hälfte des 19. Jahrhunderts.
Der eingeschossige Bau entstand im Westteil des Ismaninger Schlossparks und bildet den Abschluss einer Sichtachse des Schlosses Ismaning. Der Bau besteht aus einem achteckigen Mittelsaal. An der nördlichen und südlichen Seite flankieren zwei kleine Flügeltrakte den Saal. Den Dreiecksgiebel über dem Eingang schmückt ein Zitat des römischen Dichters Horaz: BEATUS ILLE, QUI PROCUL NEGOTIIS ("Glücklich ist jener, der fern von den Geschäften ist"). 
Ursprünglich diente er dem unter Johann Theodor aufblühenden höfischen Leben als Teehaus. In späteren Plänen wird der Bau als Billard-Pavillon bezeichnet. 
Zwischen 1950 und 1975 nutzte die evangelische Gemeinde des Ortes den leerstehenden Pavillon als Kirchenraum. In den Jahren 1981/82 wurde er saniert und unterkellert. Heute befindet sich in dem Gebäude eine Galerie.